# Ирутъярви
И́рутъя́рви — озеро на территории Поросозерского сельского поселения Суоярвского района Республики Карелия.

## Общие сведения
Площадь озера — 5,4 км², площадь бассейна — 37,2 км². Располагается на высоте 190,3 метров над уровнем моря.
Форма озера продолговатая, вытянутая с юго-востока на северо-запад. Берега каменисто-песчаные, частично заболочены, сильно изрезаны, в результате чего у озера имеются заливы.
На озере семь островов различной величины. Наиболее крупные — Хауккасоари и Сурисоари.
В озеро втекают три небольших ручья, один из которых (втекающий с южной оконечности озера), носит имя Саргилемменоя. С восточной стороны озера берёт своё начало река Ирста, впадающая в реку Тарасйоки.
Ближайший к озеру населённый пункт — посёлок Костомукса, расположенный в 4,5 км к востоку.
Код водного объекта в государственном водном реестре — 01040100111102000016825.